# サッカータミル・イーラム代表
サッカータミル・イーラム代表(サッカータミル・イーラムだいひょう、タミル語: தமிழீழத் தேசிய காற்பந்து அணி)は、タミル・イーラムサッカー協会により編成されるタミル・イーラムのサッカーのナショナルチームである。タミル・イーラム代表は、FIFA及び、AFCに加盟していない。過激派組織の一つタミル・イーラム解放のトラ (LTTE)が2009年に壊滅した後、2012年4月8日にグローバル・タミル・ユースリーグによりサッカー協会が設立され、同時にNF-Boardに正会員として加盟した。またConIFA会員でもある。
選手は、カナダやスイスやイギリスのサッカークラブに所属するタミル族の人々によって構成されている。2012年6月にイラク・クルディスタンで開催されたVIVAワールドカップに参戦した。代表を結成して間もなかったものの、ラエティアに0-1、CECAFAカップで1995年に優勝経験のある強豪・ザンジバルに0-3と健闘した。グループリーグ敗退後に行われた5～8位決定戦の初戦でオクシタニアに0-7と大敗したが、ラエティアに4-0と雪辱して国際大会初勝利を挙げ、7位で大会を終えた。尚ラエティア戦では、メナン・ナグレンダン（Menan Nagulendran）がチーム初ゴール及びハットトリックを達成した。
2014年に開催されたConIFAワールドフットボール・カップでは、開催2日前に漸く世界各地から選手が集まった事により、コンディションが中々整わなかった。グループリーグでアラメア・スルヨエに0-2，クルディスタンに0-9と連敗。順位決定戦1回戦ではサーミに2-4と敗れたが、順位決定戦2回戦でダルフールに10-0と勝利し、11位（12チーム中）で大会を終えた。

## ワールドカップの成績
| 開催年                             | 結果               | 試合               | 勝利               | 引分               | 敗戦               | 得点               | 失点               |
| VIVAワールドカップ                 | VIVAワールドカップ | VIVAワールドカップ | VIVAワールドカップ | VIVAワールドカップ | VIVAワールドカップ | VIVAワールドカップ | VIVAワールドカップ |
| ---------------------------------- | ------------------ | ------------------ | ------------------ | ------------------ | ------------------ | ------------------ | ------------------ |
| 2006                               | 不参加             | -                  | -                  | -                  | -                  | -                  | -                  |
| 2008                               | 不参加             | -                  | -                  | -                  | -                  | -                  | -                  |
| 2009                               | 不参加             | -                  | -                  | -                  | -                  | -                  | -                  |
| 2010                               | 不参加             | -                  | -                  | -                  | -                  | -                  | -                  |
| 2012                               | 7位                | 4                  | 1                  | 0                  | 3                  | 4                  | 11                 |
| ConIFAワールドフットボール・カップ |                    |                    |                    |                    |                    |                    |                    |
| 2014                               | 11位               | 4                  | 1                  | 0                  | 3                  | 12                 | 15                 |
| 2016                               | 予選敗退           | -                  | -                  | -                  | -                  | -                  | -                  |
| 合計                               | 2/7                | 8                  | 2                  | 0                  | 6                  | 16                 | 26                 |